# MicroVox

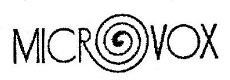
Logo von MicroVox

MicroVox ist ein digitales Magnetbandsystem (Bandlaufwerk) zur Speicherung von Computerdaten. Es wurde 1976 von der Micro Communications Corporation mit Sitz in Waltham (Massachusetts), USA eingeführt. Die Speicherung erfolgt auf sehr kleinen Magnetband-Kassetten, sogenannten Wafern. Hergestellt wurden nur die Laufwerke selbst, das heißt ohne Motor und Stromversorgung, sowie die Bänder. Eingesetzt wurden die Laufwerke auch ab 1978 für das Exatron-Stringy-Floppy-System (ESF), das insbesondere für den Tandy TRS-80 Model 1 verwendet wurde, sowie um 1979 in frühen Datenbank-Geräten/Tisch-Organizern/PDAs.

## Verwendung
Das Laufwerk MicroVox Communications Peripheral wurde 1976 für $895 angeboten. Angeschlossen wird es über die RS-232-Schnittstelle. Mitgeliefert wurden 5 Bänder à 35 Fuß Länge. Der Preis für weitere Medien betrug zunächst $3.50.
Ebenfalls 1976 angeboten wurden Doppellaufwerke wie MicroVox Model 31-001 und Model 30-002 MicroVox Dual Magtape Microprocessor Peripheral. Dabei wurde ein Laufwerk für das Lesen, das andere zum Schreiben verwendet. Angeboten wurden 50-Fuß-Bänder.
Im Mai 1976 wurde das System zur Schiffsvermessung (Hydromechanik) der Universität Delft eingesetzt.
1976 wurde es von der New York Telephone Company für Backup-Zwecke der Kundendaten für das COMCORE-System eingesetzt.
Um 1979 wurden die Laufwerke in frühen PDAs des Unternehmens California Technology International mit Sitz in Santa Clara (Kalifornien) eingebaut (Modelle CTI 1008-A, 1016 und MR 2000). Verwendet wurden 16K- und 32K-Bänder. In Deutschland wurden solche Geräte vermarktet als Chef Memo – Der elektronische Sekretär für Ihren Schreibtisch mit Hardware von CTI.

## Spezifikationen
Das Endlosband ist 0,07 Zoll dick. Erhältlich waren Längen von 5–55 Fuß und boten eine Kapazität von bis zu 528.000 bit (unformatiert). Der Transportmechanismus hat eine Größe von 1×3×1 Zoll und hat nur drei bewegliche Teile. Die Größe der Bänder entspricht etwa der einer Streichholzschachtel (etwa 6 cm lang).
Die Geschwindigkeit beträgt 3 Zoll/Sekunde. Mit Komprimierungen sind Datenraten von bis zu 2400 bpi (Baud per inch) möglich.
Zum Anschluss dienen zwei 16-polige Kabel. Betrieben werden kann das Laufwerk über 5 oder 12 Volt.

## Ähnliche Systeme
Ein ähnliches System dieser Zeit war der Memodyne Corporation Model 171 Magnetic Tape Recorder, welcher jedoch größer ist und nur aufzeichnen kann.
Das System sollte ein Ersatz für Lochstreifensysteme sein und war nicht nur günstiger, sondern auch kleiner und ermöglichte auch mobile Einsätze, insbesondere für die Unterhaltungselektronik. Je nach Verwendungszweck konnten auch andere Bandlaufwerke, wie die Datassette oder QIC-Laufwerke verwendet werden, die zumeist jedoch größer waren.